# Interferon

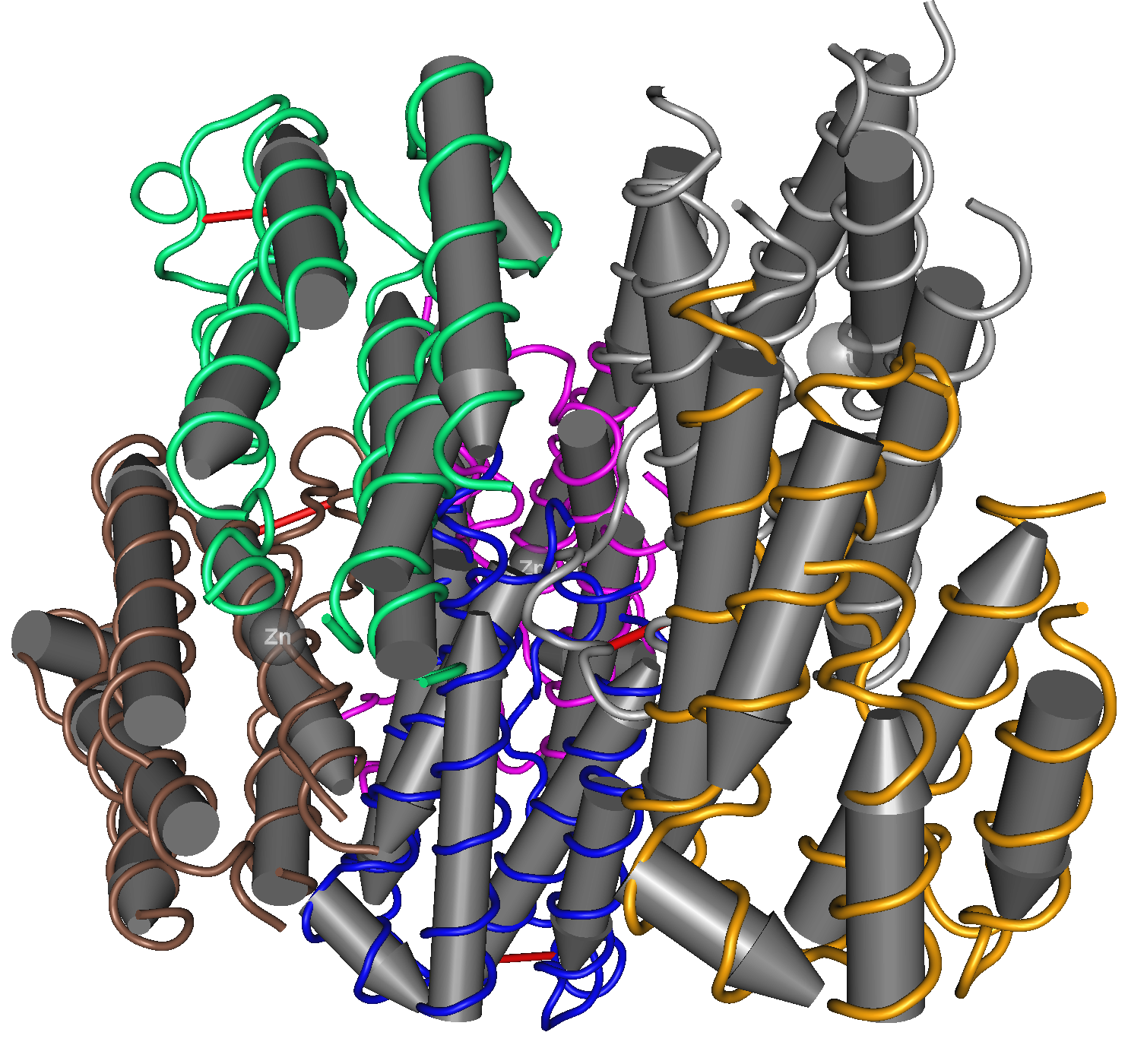
A humán interferon-alfa szerkezete

Az interferonok (rövidítve IFN) olyan fehérjék, amelyeket a különböző patogének (vírusok, baktériumok, paraziták vagy akár tumorsejtek) által megtámadott szervezet sejtjei bocsátanak ki. Az interferonok a citokinek közé tartoznak. Feladatuk, hogy aktiválják az immunrendszert és a környező sejtek védekező mechanizmusait. Ezt a célt különféle módszerekkel érik el: aktiválják a természetes ölősejteket (NK-sejtek) és a makrofágokat vagy a célsejtekben fokozzák az antigénprezentációt. A fertőzések bizonyos tünetei, mint a láz vagy izomfájdalom is az interferonok és más citokinek hatására jönnek létre.
Több mint húsz molekula tartozik közéjük. Három csoportra osztják őket: I., II., és III. típusú interferonok.

## Osztályozásuk
A humán interferonokat receptoruk szerkezete alapján három csoportba sorolják.
- I. típusú interferon: ezek az IFN-α/β receptorhoz (IFNAR) kötődnek.[2]  Emberben ide tartozik az IFN-α, IFN-β, IFN-ε, IFN-κ és IFN-ω.[3] Ezeket a molekulákat vírusfertőzés esetén bocsátják ki a fibroblasztok és a monociták. Az interleukin-10 (IL-10; egy másik citokin) gátolja az I. típusú interferonok termelését.  Az I. típusú interferonok olyan molekulákat aktiválnak, amelyek akadályozzák a vírus RNS-nek vagy DNS-nek másolását.   Terápiás célú felhasználásuk is van: az IFN-α-át hepatitis B és C vírus ellen, a IFN-β-át sclerosis multiplex esetében alkalmazzák.[1] Napjainkban az interferonterápia már nem számít korszerűnek, helyette az autoimmun kórképek és a vírusfertőzések terápiájában is rendelkezésre állnak hatékonyabb és specifikusabb hatóanyagok.
- II. típusú interferon (emberben IFN-γ, más néven immuninterferon): az interleukin-12 indítja be termelését.[1] Az 1. típusú T-helper limfociták szekretálják és aktiválja a makrofágokat és a 2. osztályú fő hisztokompatibilitási komplexet (MHC). Szekréciójának zavara gyulladásos és autoimmun betegségekhez vezethet. A II. típusú interferonok az IFNGR receptorhoz kötődnek.[1]
- III. típusú interferon (IFN-λ1, IFN-λ2 és IFN-λ3): IL10R2 és IFNLR1 alegységeket tartalmazó receptorok kötik meg. A vírusfertőzések során játszanak fontos szerepet.[4][5]

Általánosságban elmondható, hogy az I. és II. típusú interferonok az immunrendszer működését aktiválják és szabályozzák. Az I. és III. interferonok termelését az indítja be, amikor a sejten belüli receptorok különböző víruskomponenseket (főleg nukleinsavakat) észlelnek; ez szinte bármilyen sejttípusban megtörténhet. A II. típusú interferont az interleukin-12 aktiválja és csak az bizonyos fehérvérsejtekben keletkezik.

## Funkciójuk
Valamennyi interferon közös tulajdonsága, hogy antivirális hatásuk van és az immunrendszer bizonyos funkcióit képesek befolyásolni. Állatokban kimutatták, hogy I. típusú interferonok beadásával megállíthatták a tumorok növekedését, emberben azonban ez a hatás egyelőre nem bizonyított.
Miután a vírus megfertőzött egy sejtet, nagyszámú új vírusrészecske (virion) készül, amelyek kikerülnek a sejt környezetébe. A fertőzött sejt azonban interferonokat bocsát ki, amelyek szomszédait felkészítik a vírusok fogadására. Hatásukra egy protein-kináz enzim foszforilálja az eIF-2 fehérjét, amely erre komplexet képez az eIF2B proteinnel, amely gátolja a sejt fehérjeszintézisét, így annak lehetőségét, hogy a vírus szaporodhasson. Az interferon szintén bekapcsolja az RNáz L enzimet, amely lebontja a sejt RNS-tartalmát: mind a sajátot, mind a vírusét. Ezenkívül több száz antivirális (vagy egyéb) hatású fehérje génjét (közös nevükön interferon-stimulálta gének, ISG-k) is bekapcsolhatja.
Fokozzák a p53 működését: ez a fehérje apoptózist indukál, vagyis elpusztítja a vírusfertőzte sejteket. Ugyanez a hatás felelős az interferonok tumorellenes aktivitásáért is.
Megnövelik a mindkét osztályba tartozó fő hisztokompatibilitási komplex (MHC) képződését; a több MHC I révén a fertőzött sejtek több vírusantigént prezentálnak a felszínükön és a citotoxikus T-sejtek könnyebben felismerik és elpusztítják őket. Az MHC II pedig a helper T-sejteket indukálja a fertőzés elleni citokinek (további interferonok és interleukinek) termelésére.
Egyes interferonok (pl. IFN-γ) közvetlenül is képesek aktiválni az immunrendszer sejtjeit (a makrofágokat és természetes ölősejteket).
Az interferonok termelődését többnyire a különböző vírus- vagy baktériumspecifikus molekulák jelenléte indítja be. Ilyenek lehetnek a virális glikoproteinek, RNS-ek, a baktériumok endotoxinjai (lipopoliszacharidjai) vagy ostorai, továbbá a bakteriális DNS-re jellemző CpG motívumok. Ezeket membránhoz kötött (mint a Toll-szerű receptor) vagy citoplazmatikus (pl RIG-1 vagy MDA5) receptorok ismerik fel.
A Toll-szerű receptor 3 (TLR3) például a kettős szálú RNS-t (ami egyes típusú vírusokra jellemző) köti meg, majd aktiválja az  IRF3 és NF-κB transzkripciós faktorokat, amelyek viszont a gyulladásos folyamat génjeit kapcsolják be.
Egyes interferonokat (pl. IFN-γ) a sejtosztódást elősegítő mitogének is indukálják. Bizonyos egyéb citokinek (interleukin-1, interleukin-2, interleukin-12, tumornekrózis faktor alfa és a kolóniastimuláló faktor) szintén beindítják az interferonok produkcióját.

## A vírusok interferonrezisztenciája
Számos vírusban kifejlődött az interferonok hatását blokkoló mechanizmus.
Az ilyen vírusok többféle molekuláris mechanizmust is használnak az interferonok funkciójának kiküszöbölésére.
1. Megakadályozhatják a sejten belüli szignál továbbjutását, miután az interferon kapcsolódott a receptorához.   Az interferonszignált pl. a japán encefalitisz-vírus, a dengue-vírus-2 és a herpeszvírusok (pl citomegalovírus, Kaposi-szarkómához társuló herpeszvírus) állítja le.[12][13]
2. Gátolhatják az interferon termelését.
3. Gátolhatják az interferon által aktivált fehérjék működését.[12]

Az is bizonyított, hogy az Epstein-Barr vírus 1. és 2. nukleáris antigénjei, a poliómavírusok nagy T-antigénje, és a humán papillómavírus E7 fehérjéje blokkolja az interferon indította szignálútvonalat. Egyes poxvírusok az interferonreceptorhoz hasonló fehérjét szintetizálnak, amelyek lekötik az IFN-molekulákat a citoplazmában.
A madárinfluenza vírusa (H5N1) egyetlen aminosavat érintő mutáció révén rezisztenssé vált az interferon és más antivirális citokinek hatására, de ennek mechanizmusa nem tisztázott.

## Interferonterápia

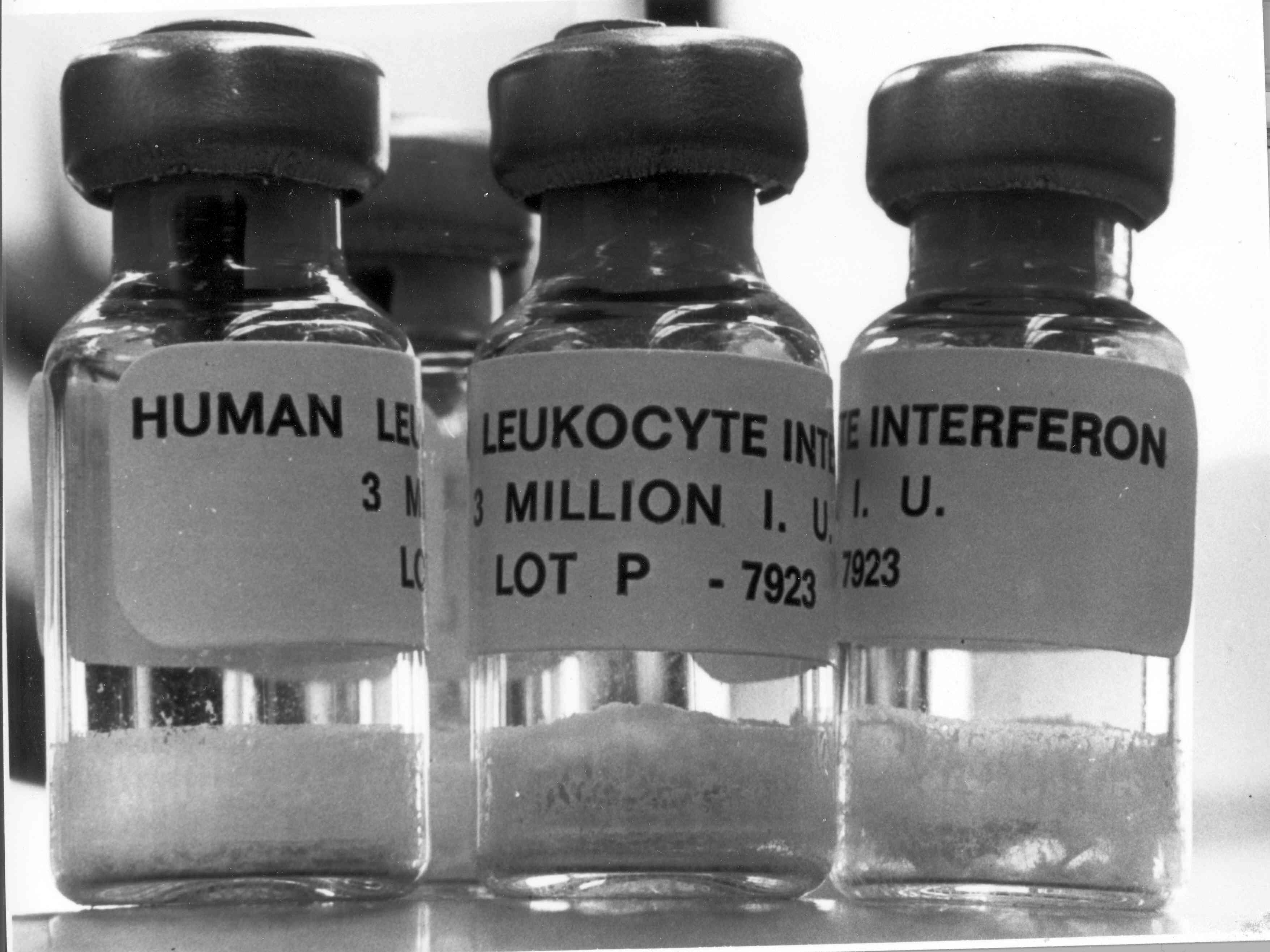
Gyógyszerként használt interferon

Az interferon béta-1a-t és interferon béta-1b-t a sclerosis multiplex esetében adják a betegség fellángolásainak időszakában a tünetek enyhítésére és a kór előrehaladásának lassítására.
Bizonyos tumorok terápiájában is alkalmazzák a kemoterápia és a sugárkezelés mellett. Főleg olyan hematológiai rosszindulatú elváltozások esetén hasznos, mint a hajassejtes leukémia, krónikus mieloid leukémia, noduláris limfóma vagy kután T-sejtes limfóma. Kiújuló melanóma esetén rekombináns IFN-α2b-t adnak.
A hepatitis B- és hepatitis C-vírus fertőzését IFN-α-val kezelik, esetenként más antivirális gyógyszerrel kombinálva. A hepatitis C legveszélyesebb, I. genotípusú változatát 60-80%-os sikerrel lehet gyógyítani interferon-α, ribavirin és valamilyen új proteáz-inhibítor (pl. Telaprevir) együttesével. Arra is utalnak adatok, hogy a fertőzés legelején adott interferonnal megelőzhető a krónikus hepatitis, bár a vírusfertőzés korai szakaszát az enyhe tünetek miatt sokszor nehéz felismerni.
Nagy dózisú interferonnal végzett helyi kezelés hatékonynak mutatkozott azokban az esetekben, amikor a herpes simplex vírus a szemet támadta meg.
Az interferon-injekciót a szervezet általában jól tolerálja. A mellékhatások hőemelkedés, fáradtság, fejfájás, izomfájdalom, görcs, szédülés, hajhullás, levertség lehetnek. Az injekció helye kipirulhat, megkeményedhet és fájhat. Az interferonterápia immunszupresszióval (a neutrofil fehérvérsejtek megfogyatkozásával) járhat, így egyes fertőzések szokatlan módon manifesztálódhatnak.

## Felfedezése
Az interferonokról először Alick Isaacs és Jean Lindenmann, a londoni Nemzeti Orvostudományi Kutatóintézet (National Institute for Medical Research) munkatársai adtak hírt 1957-ben. Ők azt a jelenséget vizsgálták, hogy egy korábbi vírusfertőzés vagy inaktivált vírussal való találkozás a csirkeembrió sejtjeiben gátolja (interferál) a későbbi fertőzéseket. Sikerült azonosítaniuk a védekezési folyamatot koordináló fehérjét, amelyet interferonnak neveztek el. Ezeket az eredményeket számos későbbi kutatás és tanulmány is megerősítette.
Először 1977-ben sikerült tiszta formában előállítani a béta-interferont, majd egy évvel később az alfát is, de gyógyszerként igen drága és nehezen hozzáférhető volt. 1980-ban génjüket rekombináns DNS-technológiával sikerült bevinni baktériumokba és élesztőgombákba, így lehetővé vált a tömegtermelésük.

## Humán interferonok
- IFNA1
- IFNA2
- IFNA4
- IFNA5
- IFNA6
- IFNA7
- IFNA8
- IFNA10
- IFNA13
- IFNA14
- IFNA16
- IFNA17
- IFNA21
- IFNB1
- IFNG
- IFNW
- IFNE1
- IFNK[3][27]

## Fordítás
- Ez a szócikk részben vagy egészben  az   Interferon című angol Wikipédia-szócikk ezen változatának fordításán alapul.  Az eredeti cikk szerkesztőit annak laptörténete sorolja fel. Ez a jelzés csupán a megfogalmazás eredetét és a szerzői jogokat jelzi, nem szolgál a cikkben szereplő információk forrásmegjelöléseként.